# Nicolae Sirokai
Nicolae Sirokai (în maghiară Sirokai Miklós), (n.  ? – d. anii 1350) a fost voievod al Transilvaniei între anii 1342-1344.